# Nova vas, Celje
Nova vas je mestna četrt v Celju. Na severu meji na Ostrožno, na vzhodu na Hudinjo in Gaberje, na jugu na Dolgo polje ter na zahodu na Dečkovo naselje in Lavo.
V Novi vasi ima na Smrekarjevi ulici 1 sedež Javno podjetje Energetika Celje, d.o.o., ki distribuira zemeljski plin po plinovodnem omrežju in oskrbuje s toploto. Podjetje je leta 1995 ustanovila Mestna občina Celje.
Sedež Mestne četrti Nova vas je v Ulici bratov Vošnjakov 1. Njen predsednik je Maksimilijan Klemen.

## Slike
- Nova vas, pogled proti jugozahodu. Viden je dimnik glavne kotlarne Nova vas, kot del zahodnega omrežja daljinskega ogrevanja v Mestni občini Celje
- Nova naselja ob Ulici Mesta Grevenbroich
- Nova naselja ob Ulici Mesta Grevenbroich
- Garažna hiša z avtobusno postajo